# Sam Bourne

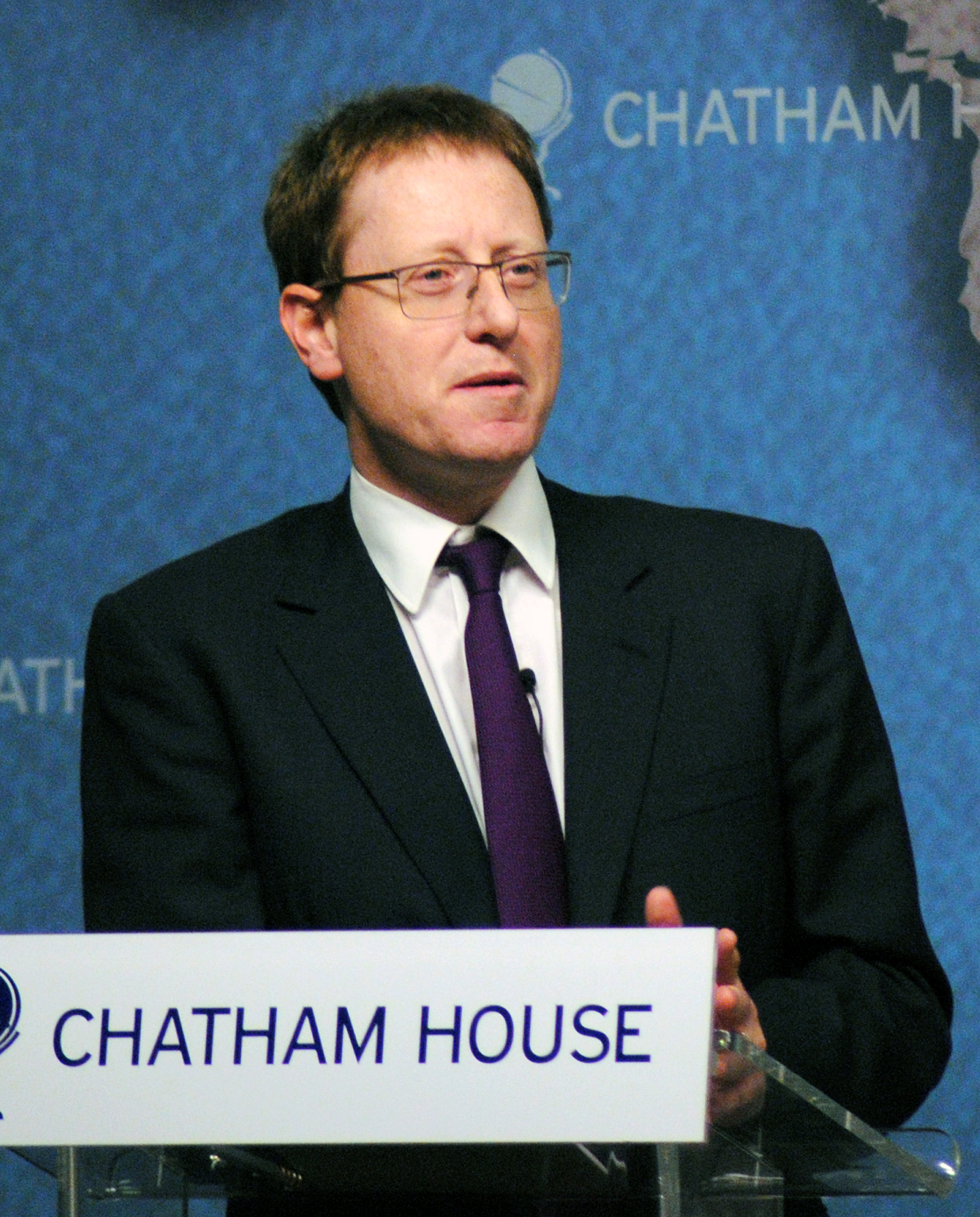

Sam Bourne (25 de febrero de 1967) es el seudónimo con que el periodista inglés Jonathan Freedland firma sus novelas, que son de suspenso. Como periodista tiene una columna semanal en The Guardian, escribe un artículo al mes para The Jewish Chronicle y publica regularmente en el New York Times y en la revista bimensual New York Review of Books; además, presenta la serie de historia contemporánea The Long View en la BBC Radio 4.

## El novelista
Piers Morgan dijo sobre Los 36 hombres justos que era "el mejor thriller que he leído en años" y The Daily Mirror lo calificó de "el mayor competidor a la corona de Dan Brown".
La novela trata sobre un reportero, Will Monroe (Junior), cuya vida se ve alterada cuando su mujer es secuestrada mientras él investiga la historia de un militante hallado muerto en su aislada cabaña de troncos. Investigando más sobre la muerte, llega a la conclusión de que el militante compartía una característica con un proxeneta de Nueva York, también asesinado recientemente. Ambos fueron descritos como "justos". A medida que más asesinatos de "hombres justos" ocurren en todo el mundo, el tiempo parece acabársele a Will y a sus antiguos y nuevos amigos que ha reclutado. Con una serie de pistas de una misteriosa fuente y torceduras religiosas pronto se encuentra en el centro de un complot para lograr nada menos que el Día del Juicio.
Algunos critican que la historia es poco realista y los puzles "inútiles" y "tontos", como el protagonista y su compañera TC. Un crítico pronostica que "Dan Brown tiene una larga estancia como rey si este es el reto más cercano".
Los 36 hombres justos incluye referencias al hassidismo y una breve referencia a Wikipedia.
Su segunda novela, El testamento final (2007) transcurre en el Oriente Medio y se basa en gran medida en las experiencias del autor en esa región, como periodista durante más de veinte años. El personaje central, Maggie Costello, se encuentra involucrado en una mezcla de la situación política moderna y antigua revelaciones.
Su tercera novela, El juicio final fue publicada en agosto de 2008. Bourne frecuentemente hace referencias a Internet en sus novelas y en esta el juego en línea Second Life es el centro de la historia. En El juicio final los personajes también usan Facebook. En 2012 publicó Pantheon.

## Obras
- The Righteous Men (2006) — Los 36 hombres justos, trad.: Fernando Garí Puig; Grijalbo, 2007
- The Last Testament (2007) — El testamento final, Grijalbo, 2009
- The Final Reckoning (2008)
- The Chosen One (2010)
- Pantheon (2012)
- The Escape Artist (2022) - El maestro de la fuga; Planeta, 2023

- Datos: Q973500
- Multimedia: Jonathan Freedland / Q973500